# 9-es metró (Peking)
A pekingi 9-es metró (egyszerűsített kínai: 北京地铁9号线; pinjin: běijīng dìtiě jiǔhào xiàn) egy metróvonal a Nemzeti Könyvtár és Guogongzhuang között. A 9-es vonal színe      világoszöld. 2011. december 31-én indult meg rajta a közlekedés.

## Üzemidő
| 9-es vonal indulásai  | Első  | Utolsó |
| --------------------- | ----- | ------ |
| National Library felé | 05:20 | 22:40  |
| Guogongzhuang felé    | 05:59 | 23:19  |

## Állomáslista
| 9 (National Library – Guogongzhuang) |                     |                                        |  |
| Állomás (angol név)                  | Állomás (kínai név) | Átszállás                              |  |
|                                      |                     |                                        |  |
| National Library                     | 国家图书馆          | 4-es vonal 16-os vonal (2016–2017-től) |  |
| Baishiqiao South                     | 白石桥南            | 6-os vonal                             |  |
| Baiduizi                             | 白堆子              | 3-as vonal (2020–2021-től)             |  |
| Military Museum                      | 军事博物馆          | 1-es vonal                             |  |
| Beijing West Railway Station         | 北京西站            | 7-es vonal                             |  |
| Liuliqiao East                       | 六里桥东            |                                        |  |
| Liuliqiao                            | 六里桥              | 10-es vonal                            |  |
| Qilizhuang                           | 七里庄              | 14-es vonal                            |  |
| Fengtai Dongdajie                    | 丰台东大街          |                                        |  |
| Fengtainanlu                         | 丰台南路            | 16-os vonal (2016–2017-től)            |  |
| Keyilu                               | 科怡路              |                                        |  |
| Fengtai Science Park                 | 丰台科技园          |                                        |  |
| Guogongzhuang                        | 郭公庄              | Fangshan vonal                         |  |
|                                      |                     |                                        |  |

## Fordítás
- Ez a szócikk részben vagy egészben  a   Line 9, Beijing Subway című angol Wikipédia-szócikk fordításán alapul.  Az eredeti cikk szerkesztőit annak laptörténete sorolja fel. Ez a jelzés csupán a megfogalmazás eredetét és a szerzői jogokat jelzi, nem szolgál a cikkben szereplő információk forrásmegjelöléseként.
- Ez a szócikk részben vagy egészben  a(z)   北京地铁9号线 című kínai Wikipédia-szócikk fordításán alapul.  Az eredeti cikk szerkesztőit annak laptörténete sorolja fel. Ez a jelzés csupán a megfogalmazás eredetét és a szerzői jogokat jelzi, nem szolgál a cikkben szereplő információk forrásmegjelöléseként.

## Külső hivatkozások
- Beijing MTR Corp. Ltd